# Goeppertia monophylla
Goeppertia monophylla es una especie herbácea perteneciente a la familia Marantaceae, nativa del Bosque Atlántico brasileño.

## Descripción
Hierbas de 0,4 a 1 m de altura. Hojas con vainas de 21–37 cm de largo, verdes y sin ornamentaciones, sericeas en la base; lígula ausente; pecíolo de 13–18 cm de largo, lámina 37–60 x 12–22 cm, elíptica, ápice agudo a acuminado, base levemente atenuada a aguda, pubérula en el envés.
Inflorescencia terminal, simple 6–10 x 2–4,5 cm, elipsoide, verde; pedúnculo de 19–45,5 cm de largo, minuciosamente pubescente; componente básico de la inflorescencia compuesta por 5 pares de flores; brácteas de 2–3 x 2–3 cm, monomorfas, obovadas o ampliamente obovadas, ápice erecto, redondeado, a veces emarginado y con margen ligeramente ondulado, de color verde tornándose marrón oscuro en el ápice, pubérulas, densamente setosas en la porción basal, a veces con un margen más oscuro y ondulado, desgarrándose y ennegreciéndose a medida que envejece.
Flores ca. 3 cm de largo, de color blanco grisáceo o amarillo pálido; cáliz 1.8–2,0 x 0,4 cm, elíptico-lanceolado, cóncavo, superficie inferior con diminutos tricomas, más largo que el tubo de la corola; tubo de corola de 2 cm de largo, lóbulos de 0,8–1,1 cm de largo, elíptico; labelo ausente; estaminodio externo de 0,7-0,8 cm de largo, obovado, ápice emarginado; estambre con apéndice petaloide lateral ca. 0,4 x 0,2 cm; antera de 0,2 cm de largo; estilo 0,8-1 cm de largo, blanco; estigma 0,2 x 0,2 cm; ovario ca. 0,3 x 0,2 cm, globosa, pubérula, de color blanco grisáceo; un óvulo por lóculo. Cápsula 0,8–1,5 x 0,7–1,0 cm, bi–trilocular, rosa.
Semillas 0,7 x 0,4 cm, amarillas y con arilo blanco.

## Taxonomía
Goeppertia monophylla fue descrita por Stella Suárez y Finn Borchsenius, Syst. Bot., 37(3): 632, en 2012.

### Sinonimia
- Maranta monophylla Vell.
- Calathea communis . Wand. y S Vieira
- Goeppertia communis (Wand. y S Vieira) Borchs. y S Suárez
- Calathea monophylla (Vell. ) Körn.
- Phrynium monophyllum (Vell. ) K Koch[1]

## Distribución y hábitat
Goeppertia monophylla es endémica de Brasil, de la Mata Atlántica o Bosque Atlántico brasileño, con presencia en las regiones: Nordeste (estado Bahía), Sureste (estados Espírito Santo, Minas Gerais, Río de Janeiro y São Paulo) y Sur (Paraná, Río Grande do Sul, Santa Catarina).
Es común en ambientes húmedos y sombríos cercanos a cursos de agua en São Paulo. Un estudio realizado en Rio Grande do Sul no evidenció diferencias estadísticas en su densidad entre ambientes bien drenados y humedales.
En el sotobosque del Bosque Atlántico es común que forme poblaciones con más de 30 individuos.

## Conservación
Se encuentra catalogada como Bajo Riesgo de extinción (LC) para Brasil. Regionalmente, fue catalogada como Vulnerable (VU) en la Lista Roja de Especies Amenazadas del estado de Espírito Santo (sureste de Brasil), en 2005.